# (34207) 2000 QR65
2000 QR65 (asteroide 34207) é um asteroide da cintura principal. Possui uma excentricidade de 0.02223120 e uma inclinação de 9.79504º.
Este asteroide foi descoberto no dia 28 de agosto de 2000 por LINEAR em Socorro.